# Phyllobrotica sauteri
Phyllobrotica sauteri es una especie de insecto coleóptero de la familia Chrysomelidae. Fue descrita en 1935 por Chujo.